# Katja Snoeijs
Katja Snoeijs, född den 31 augusti 1996 i Amsterdam, är en nederländsk fotbollsspelare.

## Karriär
Katja Snoeijs inledde sin seniorkarriär i SC Telstar år 2015. Hon värvades 2017 av VV Alkmaar för att året efter kontrakteras av PSV Eindhoven. 2020 flyttade hon till FC Girondins de Bordeaux för att 2022 värvas av Everton. Hon har även representerat det nederländska damlandslaget där hon debuterade år 2019.